# Championnat de Belgique féminin de football 1998-1999
 (novembre 2024).
Si vous disposez d'ouvrages ou d'articles de référence ou si vous connaissez des sites web de qualité traitant du thème abordé ici, merci de compléter l'article en donnant les références utiles à sa vérifiabilité et en les liant à la section « Notes et références ».
Navigation
Saison précédente Saison suivante
Le championnat de Belgique féminin de football 1998-1999 est la 28e édition du championnat de première division belge de football féminin. Il se dispute lors de la saison 1998-1999. 
Ce championnat est disputé par quatorze équipes. Il est remporté par le KSC Eendracht Alost dont c'est le 2e titre. 

## Classement
| Rang | Équipe                   | Pts | J  | G  | N | P  | Bp  | Bc  | Diff |
| ---- | ------------------------ | --- | -- | -- | - | -- | --- | --- | ---- |
| 1    | KSC Eendracht Alost      | 66  | 26 | 22 | 0 | 4  | 124 | 26  | +98  |
| 2    | KFC Rapide Wezemaal      | 66  | 26 | 21 | 3 | 2  | 123 | 17  | +106 |
| 3    | RSC Anderlecht           | 63  | 26 | 20 | 3 | 3  | 89  | 23  | +66  |
| 4    | Eva's Kumtich            | 58  | 26 | 18 | 4 | 4  | 99  | 36  | +63  |
| 5    | Standard Fémina de Liège | 54  | 26 | 17 | 3 | 6  | 90  | 33  | +57  |
| 6    | Sinaai Girls             | 43  | 26 | 14 | 1 | 11 | 67  | 55  | +12  |
| 7    | DVC Kuurne               | 37  | 26 | 11 | 4 | 11 | 73  | 44  | +29  |
| 8    | DVK Haacht               | 31  | 26 | 9  | 4 | 13 | 49  | 57  | -8   |
| 9    | Oud-Heverlee Louvain     | 29  | 26 | 8  | 5 | 13 | 27  | 62  | -35  |
| 10   | Stade Braine             | 26  | 26 | 8  | 2 | 16 | 32  | 71  | -39  |
| 11   | Helchteren VV            | 24  | 26 | 6  | 6 | 14 | 29  | 65  | -36  |
| 12   | SK Bellem                | 23  | 26 | 6  | 5 | 15 | 36  | 76  | -40  |
| 13   | Elen Standard            | 6   | 26 | 2  | 0 | 24 | 22  | 145 | -123 |
| 14   | VV Halen-Zelem           | 0   | 26 | 0  | 0 | 26 | 14  | 164 | -150 |